# 가이아나 요리

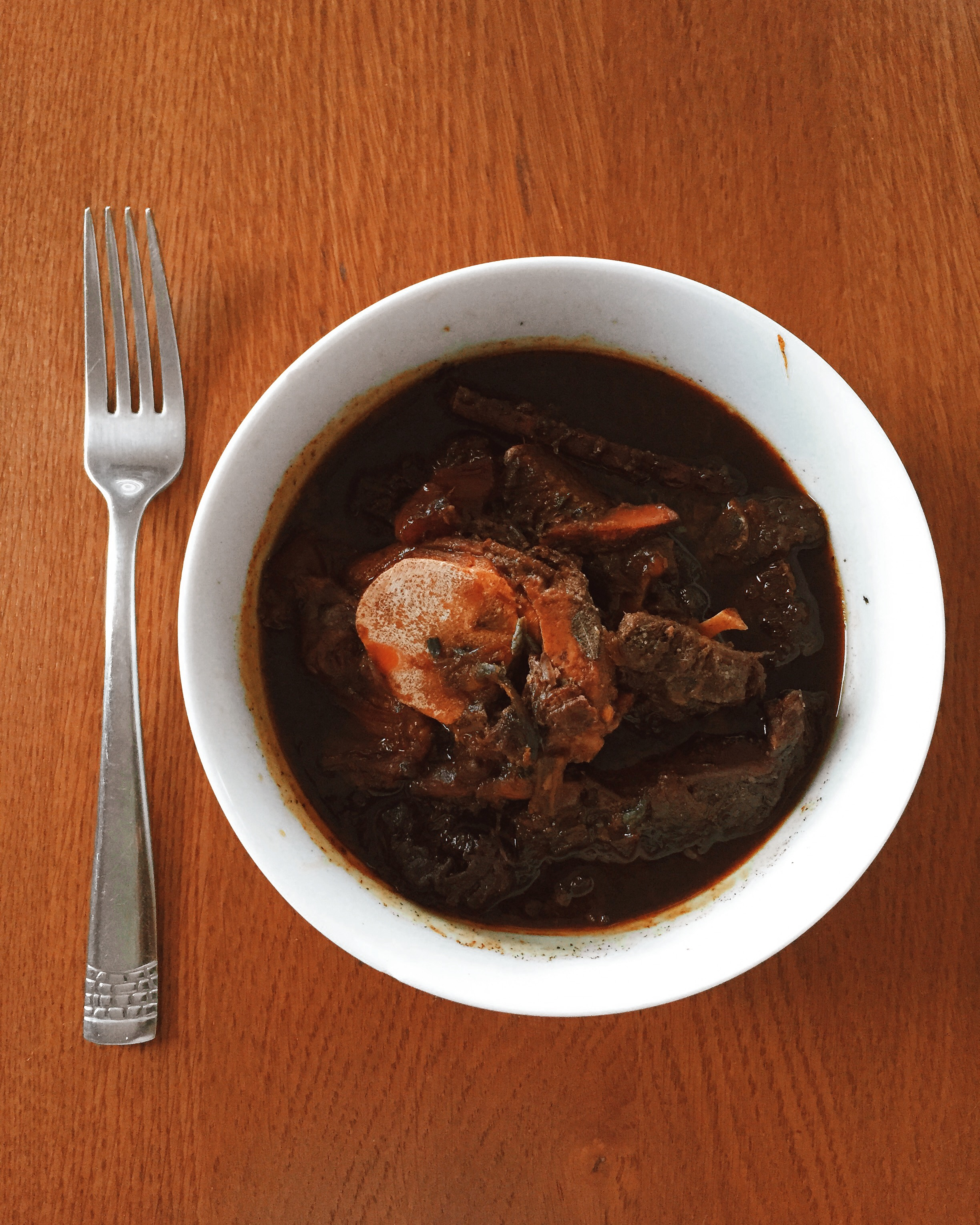
페퍼폿

가이아나 요리(Guyana 料理, 영어: Guyanese cuisine 가이어니즈 퀴진[*])는 남아메리카 북부에 있는 가이아나의 요리이다.

## 같이 보기
- 남아메리카 요리
- 카리브 요리